# Regis (ur. 1973)
Regis Felisberto Masarim (ur. 6 marca 1973) – brazylijski piłkarz występujący na pozycji obrońcy.

## Kariera piłkarska
Od 1992 do 2005 roku występował w Kashima Antlers, CR Flamengo, Bragantino, União Madeira, Mogi Mirim, CFZ do Rio i Veneciano.